# François Dalphonse
Pour les articles homonymes, voir Alphonse.
François Jean-Baptiste Dalphonse (ou d'Alphonse), né le 22 octobre 1756 à Bonny-sur-Loire et mort le 24 septembre 1821 au château de Beaumont, à Agonges, est un homme politique, haut fonctionnaire et jurisconsulte français des XVIIIe et XIXe siècles.

## Biographie
D'abord avocat au Parlement, François Jean-Baptiste d'Alphonse succéda à son père dans sa charge de receveur du grenier à sel de Souvigny (Allier), que la Révolution supprima. 
Dès 1788, il rédige un mémoire sur l'inégalité de la répartition des impôts et sur l'injustice de l'administration provinciale qui fait de lui le chef des adversaires de l'Ancien Régime.
Partisan modéré des idées nouvelles, Dalphonse fut mêlé aux tout  premiers actes de la vie communale de Souvigny. Il quitta cette commune lorsqu'il fut nommé administrateur au directoire du département de l'Allier le 2 juillet 1790. Procureur-syndic du district de Moulins (Allier) (3 décembre 1791), et président de l’administration départementale (30 messidor an III : 18 juillet 1795), il est élu le 24 vendémiaire an IV, représentant de l’Allier au Conseil des Anciens (24 vendémiaire-24 germinal an VII : 16 octobre 1795-13 avril 1799) par 103 voix sur 214 votants. Dans les rangs des modérés, il est souvent le porte-parole des prêtres et des émigrés : il s’oppose généralement aux mesures de rigueur, fait rendre aux prêtres la possession de leurs biens, combat les droits de péage, vote contre la peine de mort prononcée contre les chauffeurs. Secrétaire de l’Assemblée, il est, le 6 thermidor an V, nommé membre de la commission des inspecteurs de la salle (questeurs), commission qui passait pour un foyer de conspiration royaliste.
Malgré cela, Dalphonse n’est pas inscrit sur les listes de proscription après le coup d'État du 18 fructidor an V. Réélu au même Conseil, le 23 germinal an VII, il parle contre un emprunt de cent millions, et le 19 brumaire an VIII, réclame de tous les membres présent un nouveau serment de fidélité à la Constitution.
Mais ce dévouement pour les institutions républicaines ne résiste pas au succès du coup d'État du 18 brumaire, et, le 4 nivôse an VIII (25 décembre 1799), Bonaparte ne s’oppose pas à ce que le Sénat conservateur fasse entrer l’ardent partisan de la constitution au nouveau Corps législatif comme député de l’Allier ; il est également secrétaire de cette Assemblée.
Le Premier Consul le nomme le 11 ventôse an VIII (2 mars 1800) à la préfecture de l'Indre : il prend ses fonctions à Châteauroux le 23 germinal an VIII (13 avril 1800). De l’Indre, il est transféré à celle du Gard le 23 germinal an XII (13 avril 1804) (prise de fonctions à Nîmes le 20 prairial an XII : 9 juin 1804).
Membre de l'Académie du Gard, il la préside en 1806.
Créé baron d'Empire le 9 mars 1810, il est nommé maître des requêtes au Conseil d'État le 18 novembre 1810, et envoyé comme intendant de l'intérieur en Hollande le 1er janvier 1811. Il avait été nommé commandeur de la Légion d'honneur à l'occasion du sacre de l’Empereur (1804).
Il adhère à la déchéance de Napoléon Ier (avril 1814) mais est laissé à l’écart par la première Restauration, rentre au Conseil d’État pendant les Cent-Jours et est envoyé en mission dans la 9e division militaire (Nîmes) pour y réprimer les agitations royalistes. Il n’accepte pas sa nomination comme préfet de l’Hérault faite par l’Empereur le 4 mai 1815, préférant vivre dans la retraite.
La seconde Restauration le rend à la vie privée. Il est retraité préfet (le 7 juillet 1819 avec une pension de retraite de 6 000 francs par ordonnance du 16 juin 1819, lorsqu’il est élu député à la Chambre des députés, le 11 septembre suivant, au collège du département de l'Allier par 493 voix sur 788 votants et 1 139 inscrits. Il prend place dans l'opposition, vote contre les lois d’exception et combat le nouveau projet de loi électorale présenté par les ministres (24 mai 1820).
Il meurt dans le cours de la législature, le 24 septembre 1821 dans son château de Beaumont, à Agonges.

### Vie familiale
Unique fils de Jean Baptiste Dalphonse, receveur du grenier à sel de Souvigny et Catherine Dufaud, François Jean-Baptiste épouse le 6 février 1777, à Souvigny, Marguerite Deléage (née le 4 janvier 1743 - Souvigny), fille de Antoine Deléage, né le 24 août 1700 à Souvigny et mort le 31 mai 1774 à Souvigny), sieur de La Tour, greffier en chef au présidial de Moulins. 
De leur union naît une unique fille, Élisabeth Virginie, née en 1795.

## Fonctions
- Receveur du grenier à sel de Souvigny (Allier) ;
- Conseiller général du département de l'Allier le 2 juillet 1790 ;
- Procureur-syndic du district de Moulins (Allier) (3 décembre 1791) ;
- Président du Conseil général de l'Allier (30 messidor an III : 18 juillet 1795) ;
- Député de l'Allier au Conseil des Anciens (24 vendémiaire an IV - 24 germinal an VII : 16 octobre 1795 - 13 avril 1799) ;
- Député au Corps législatif (1800) ;
- Préfet de l'Indre (avril 1800 - 1804) ;
- Préfet du Gard (23 germinal an XII (13 avril 1804) - 1810) ;
- Maître des requêtes au Conseil d'État (18 novembre 1810) ;
- Intendant de l'intérieur en Hollande (1er janvier 1811) ;
- Préfet de l'Hérault (4 mai 1815, poste refusé) ;
- Député à la Chambre introuvable (1819-1821).

## Titres
- Baron d'Alphonse et de l'Empire par lettres patentes du 9 mars 1810.

## Distinctions
- Commandeur de la Légion d'honneur (1804).

## Armoiries
| Figure | Blasonnement |
|        | Armes du baron Dalphonse et de l'Empire Losangé d’argent et d’azur ; au canton des barons préfets de l'Empire brochant., |